# Освобождение посредством притеснения
Освобождение посредством притеснения: Сравнительное исследование рабства и психиатрии (англ. Liberation by Oppression: A Comparative Study of Slavery and Psychiatry) — антипсихиатрическая книга Томаса Саса, вышедшая в 2002 году,
преисполненная критики по отношению к психиатрии.
Прежде всего, он сравнивает институт психиатрии с институтом рабства в США — оба этих явления, по мнению автора, отрицают «право субъекта на индивидуальность».
«Обладая властью принудительно назначать лекарственные средства, задерживать и лишать свободы», психиатрия, по словам Саса, «занимает трон „терапевтического государства“, и, невзирая на все усилия, провозглашённые и предпринимаемые ею, чтобы освободить людей от их „болезней“ (Сас не считает психические расстройства болезнями), в действительности она притесняет и лишает их свободы».
Критические высказывания Саса, приведённые в этой книге, некоторыми авторами характеризуются как подкреплённые чисто внешними, откровенно необоснованными сравнениями. В рецензии на книгу, опубликованной в журнале Psychiatric Services, отмечается, что аргументация Саса полна круговой логики и, по образному выражению рецензента, «представляет собой попытку подогнать квадратную пробку под круглое отверстие».
С другой стороны, известный скептик, американский психолог Роберт Бейкер называет аргументацию Саса правомерной, глубокой и убедительной, а книгу «Освобождение посредством притеснения» — «храброй и достойной попыткой… сохранить горящим пламя свободы».

## Ключевые концепции
Рассматривая себя в рамках метафоры «рабства» как аболициониста, Сас излагает четыре основных убеждения, объясняющие его позицию:
- Общепринятая медицинская практика в психиатрии основывается на принуждении.
- Психиатрия, «провозглашая все психические заболевания заболеваниями мозга, лишь выдаёт себя за терапию, действуя под именем медицины[3]».
- Представление о том, что психические расстройства излечимы, — ошибочно, оно лишь ухудшает жизнь психиатрических пациентов.
- Психиатры стремятся к власти и нуждаются в рабах, чтобы удовлетворить это стремление.

## Содержание книги
В предисловии к книге отмечается, что психиатры, поддерживаемые «некритичными судьями», обладают властью ставить диагноз и назначать лечение человеку против его воли; Сас подробно описывает сходство между рабским трудом и недобровольными психиатрическими мерами. Он также сравнивает психиатрию с испанской инквизицией: диагнозы в психиатрии, методы лечения и лишения свободы, подобно инквизиции, не терпят инакомыслия, поскольку врачи обладают властью «приводить к подчинению». Сас утверждает, что принудительный контроль «над плохим поведением» должен осуществляться на нравственных и политических, а не на медицинских и терапевтических основаниях. По Сасу, «психиатрическое рабство» во всех отношениях враждебно личной свободе и ответственности, законности и самому существованию свободного общества. Он отмечает, что при «творческом приумножении» психиатрических диагнозов практически каждый человек теперь характеризуется как «психически больной» и может, по мнению Саса, подвергнуться принудительному лечению.
Если в прошлом двигательную активность людей с психическими расстройствами ограничивали физически, сегодня её ограничивают химически, с помощью «фармакологических средств стеснения» «под видом лечения». Сас приводит статистику, согласно которой в 1900 году 67 процентов психически больных признавали выздоровевшими и освобождали в среднем через 3,9 месяца, и делает вывод, что этот результат был «гораздо лучше», чем результат, достигаемый сегодня; он аргументирует, что «доказательства положительных результатов у психиатрии отсутствуют», а доказательства её вреда многочисленны.
В первой главе книги «Освобождение посредством притеснения» Сас приводит свой обзор того, как психически больных лечили в прошлом, и рассматривает следующие вопросы:
- Почему так много людей отказываются от лечения? Если психотропные препараты действительно помогают, почему так много людей прекращают их приём? И почему столь много людей не считают себя сумасшедшими, даже если психиатрия дала им такой ярлык? Сас утверждает, что психиатрические методы всегда будут оставаться спорными и сомнительными до тех пор, пока мы не можем решить, как относиться к пациентам, врачам и психиатрическим больницам.
- Являются ли пациенты дееспособными взрослыми людьми, которых надлежит считать отвечающими за свои действия, или они являются недееспособными подопечными государства, нуждающимися в защите путём лишения их свободы?
- Являются ли психиатры главным образом врачами или надзирателями?
- Являются ли психиатрические учреждения больницами или тюрьмами?

Во второй главе Сас рассматривает роль психиатра как предполагаемого защитника общества. Он указывает, что психиатры, беря на себя обязательство предупреждать об опасных безумцах и защищать как пациента, так и общество, «значительно расширяют свою власть»; на психиатров возложено обязательство предупреждать об опасности, которую представляют их пациенты, хотя ни сами психиатры, ни кто-либо иной не обладают способностью предсказывать агрессивное поведение в будущем.
Сас предлагает создать новый своеобразный правовой инструмент — психиатрическое завещание[значимость факта?]: завещание о жизни, которое защитило бы людей от психиатрических «хищнических действий». Он утверждает, что такого рода документ разъяснил бы, опосредовал и разрешил конфликт между подвергающим принуждению психиатром и подвергающимся принуждению пациентом; заставил бы юристов и психиатров подвергнуть критике и преодолеть вводящее в заблуждение смешение психической болезни, ослабления способности принимать решения и правовой недееспособности. Такого рода завещание, по мнению Саса, способствовало бы постепенному освобождению психически больного из-под психиатрической опеки и привело бы в конечном счёте к отмене психиатрического рабства; пациент и врач вместе могли бы использовать «психиатрическое завещание», чтобы превратить потенциально принудительные отношения в договорные.
По революционному утверждению Саса, фундаментальная причина существования психиатрии заключается «в создании двух категорий людей»: тех (якобы многих), кого стигматизируют как «психически больных» и подвергают принудительному психиатрическому вмешательству, и тех (якобы немногих), кого оставляют в покое. «В эпоху рабства», пишет Сас, «сама идея самоопределения раба была оскорблением для его хозяина»; аналогичным образом в «терапевтическом государстве» PSDA (сокращение от Patient Self-Determination Act — акт, принятый Конгрессом США в 1991 году, чтобы защитить права, основанные на общем праве, и закрепить право пациентов отказаться от определённых видов лечения и вмешательства) «оскорбляет» психиатра и «изумляет его, как абсурдный». Сас считает, что психиатрия носит по сути принудительный характер и поэтому данный документ «никогда надлежащим образом не распространялся на пациентов, которые считаются недостойными конституционных гарантий, как их считались недостойными чернокожие рабы».
В последних двух главах автор рассматривает «текущие попытки психиатрии расширить и укрепить своё господство». Одним из основных методов этого расширения, по его мнению, является амбулаторное недобровольное лечение.
Сас также упоминает, что его обвиняли в провале крупномасштабной деинституционализации психически больных, имевшей место в 1960-х и 1970-х годах: согласно утверждениям критиков Саса, психиатрические больницы выбросили своих пациентов якобы по той причине, что активисты движения антипсихиатрии объявили психическое заболевание «мифом». Сас заявляет, что это обвинение несправедливо и ошибочно с исторической точки зрения: реальной причиной проведения деинституционализации было не давление движения антипсихиатрии, а экономические соображения — содержать большое количество людей в психиатрических тюрьмах стоило многих денег, и политики пришли к выводу, согласно которому «единственный хороший психически больной — это психически больной, которому вводят лекарства». По выводу Саса, так как большинство специалистов в области психического здоровья и представителей общественности считают, что принуждение людей принимать лекарства и в самом деле является лечением, амбулаторные недобровольные психиатрические меры и исследования их эффективности представляет собой «весьма крупный бизнес для „психиатрической индустрии“».